# 葛蕾絲安娜·露易斯
葛蕾絲安娜·露易斯 （英語：Graceanna Lewis，1821年8月3日—1912年2月25日），美國自然歷史學家、插畫家暨社會改革家，專精於鳥類學。她既是美國女科學家先驅，也是社會運動者，致力於倡導禁酒、女性參政權和反美國奴隸制度。

## 生平

### 早年生活

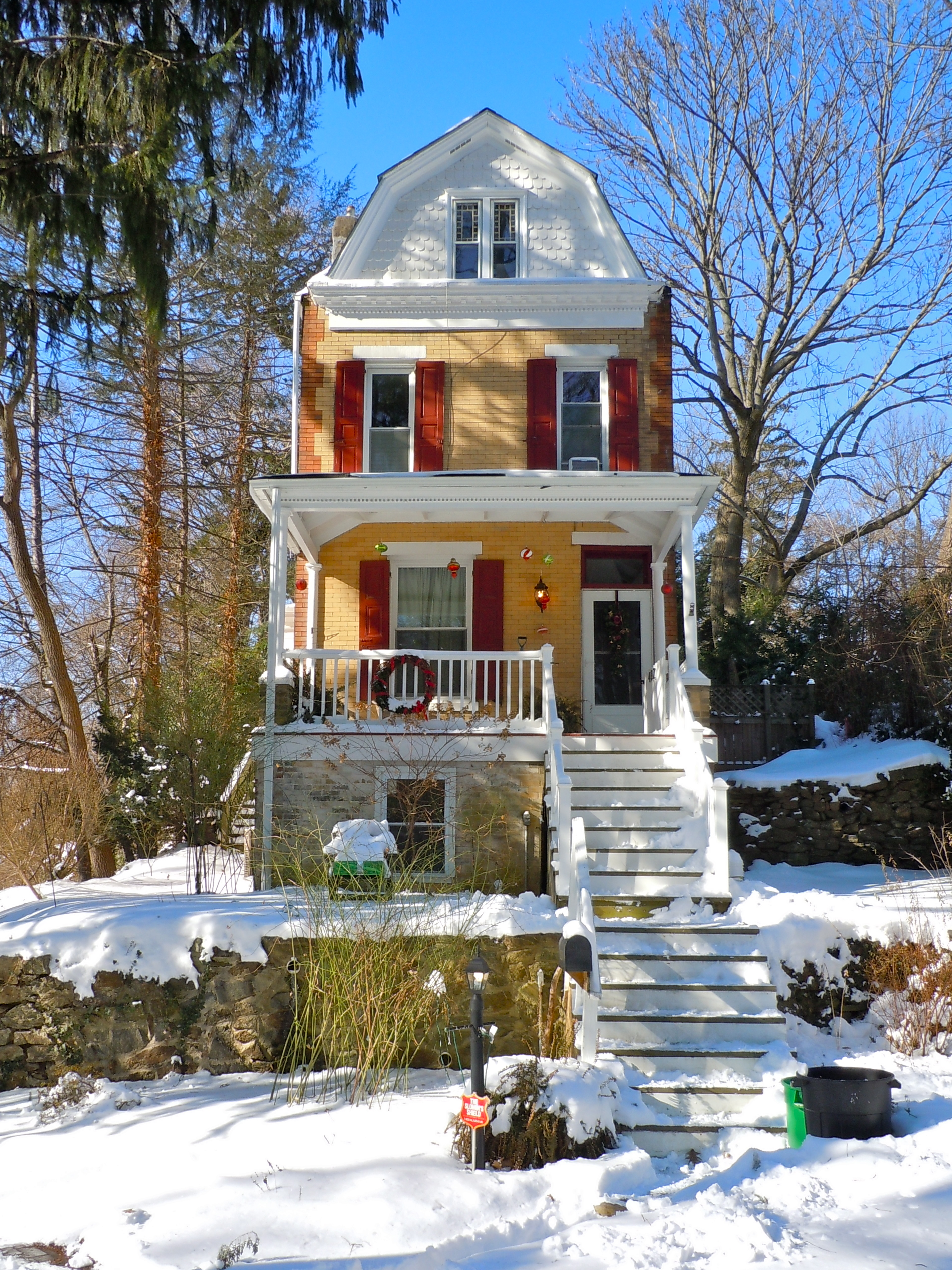
葛蕾絲安娜度過晚年的小屋，位於賓州。

1821年8月3日，葛蕾絲安娜生於賓州切斯特郡西文森特鎮區的農家，父親約翰·露易斯（英語：John Lewis）是貴格會的成員，母親以絲帖（Esther）（原姓法瑟爾（Fussell）  ），兩人育有四個女兒，葛蕾絲安娜是家中的次女。賓夕法尼亞殖民地的創始人威廉·佩恩與她的祖先是朋友，1682 年一起從英國的南威爾斯遷居至該地。
葛蕾絲安娜的父親在她三歲時過世，留下她母親獨力扶養孩子長大。因以絲帖婚前曾在學校擔任教職，她啟發了葛蕾絲安娜對科學的求知慾 ，以絲帖也曾參與協助黑奴逃亡的地下鐵路，為葛蕾絲安娜樹立了參與社會運動的典範。在母親過世後，她繼續在家中暫時收留逃亡的黑奴，曾一次收留多達十一人。
在葛蕾絲安娜就讀於京伯頓女子寄宿學校（英語：Kimberton Boarding School for Girls）時，校長阿比蓋爾（英語：Abigail Kimber）也是植物學家暨社會運動者，要求學生們認識校園內的每棵植物，開啟了她對自然科學的興趣；她在校三年就學會了辨認校園中二百餘種植物，也獲得了許多自然科學的啟發，囊括了天文學、植物學、化學和動物學等領域。同時，她對描繪自然事物的繪畫天分也展現了出來。1842 年畢業後，葛蕾絲安娜轉而投身教職，在約克擔任植物與化學老師 。

### 投身於科學領域
1850年代中，葛蕾絲安娜遷至費城，在1862年遇見美國頂尖的鳥類學家約翰·卡辛，在他的指導之下研究進階的鳥類學約五年 ，1860 年代中期，葛蕾絲安娜在費城開設鳥類學課程 。葛蕾絲安娜在1868年出版了《鳥類自然史（英語：The Natural History of Birds）》 ，以胚胎分類學的方法來區分鳥種，用數學去量化不同鳥類骨骼的結構，在當時是相當嶄新的觀點。此外，她曾在美國博物學家雜誌發表一篇研究（英語：The Lyre Bird），探討稀有澳大利亚鳥類琴鳥的築巢特性與結構。之後發表了〈鳥類翅膀的對稱圖示（英語：Symmetrical Figures in Birds' Feathers）〉。
1869 年卡辛過世，葛蕾絲安娜因而無法繼續擔任自然科學教師；她所面臨的另一個困境是，出版商認為她的著作內容對讀者而言過於艱澀，但對科學界來說又不夠頂尖。基於出身於虔誠的家庭，她畢生一直批評達爾文的進化論，聲稱神為宇宙的主宰。直到 1890 年，她才接受了進化論的內容，但仍認為那也是神的安排。
她畢生的專業研究涵蓋了自然歷史的廣譜，包含動植物及礦物 ，她在1884年看到水溝底有白色的黏狀物，用顯微鏡觀察到一種從未見過的細菌，便畫下細胞結構，仔細分析其生長的環境，發現這種細菌能夠生長在極度缺乏氧氣的水中，這種細菌後來稱為「白硫絲菌」，它的存在證明有細菌能生存於硫化物濃度高的劇毒水中。葛蕾絲安娜在1893年獲邀為芝加哥哥倫布紀念博覽會以水彩繪製五十幅樹葉圖，其成果幫她一舉打開了知名度，1901 年再次於泛美博覽會上展出，1904 年又在路易斯安那購地博覽會展出。 
葛蕾絲安娜曾是費城的自然科學學院 （現為卓克索大學） 和德拉瓦科學協會的成員。

### 社會信念
早在美國南北戰爭之前，葛蕾絲安娜就勇於對奴隸制度表達反對，並在檯面下協助美國的非裔奴隸逃亡之外，她也活躍於該年代的其他社會運動；基於貴格會成員的宗教信仰，她終身都是虔誠的和平主義者。葛蕾絲安娜也很積極參與美國禁酒令的活動，擔任美國賓州梅迪亞婦女基督徒節制會的秘書，及德拉瓦郡的科學節制機構所長。她也是提倡女性投票權的行動者。

### 逝世與貢獻
葛蕾絲安娜最後的十年都在家鄉梅迪亞與外甥查爾斯·露易斯度過，他是一位山水畫家。葛蕾絲安娜中風後，於1912年2月25日逝世 。
葛蕾絲安娜的論文由賓州的史沃斯摩學院所收藏，這份檔案集錦包含她自然科學相關的論文及繪畫，還有地下鐵路未公開的傳記手稿。

## 紀念

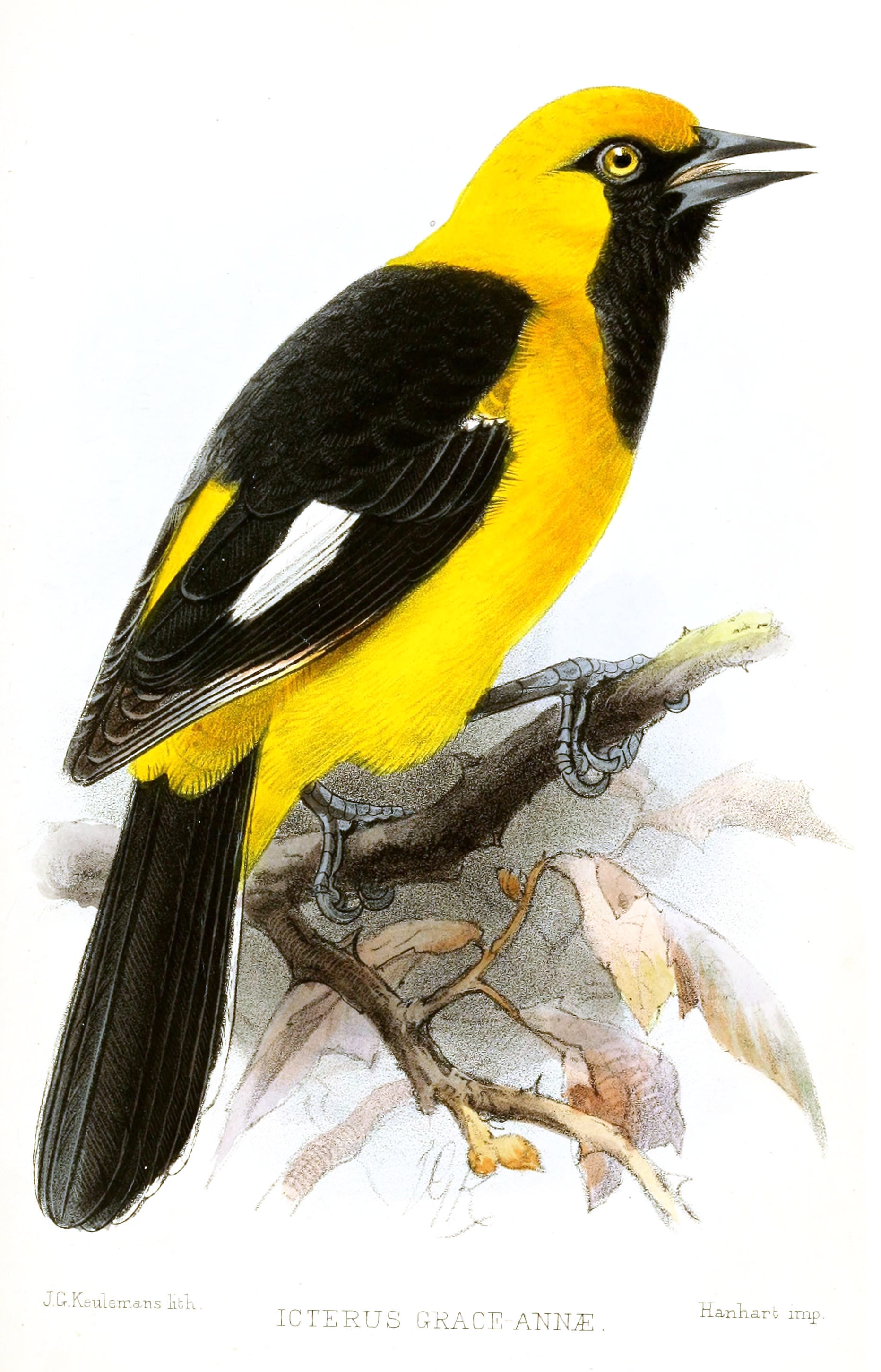
白邊擬黃鸝的種小名是來自葛蕾絲安娜之名。

約翰·卡辛在1867年將白邊擬黃鸝（Icterus graceannae）的種小名，依她的名字（Graceanna）命名為「graceannae」。

## 著作

### 已出版
- An Appeal to Those Members of the Society of Friends Who Knowing the Principles of the Abolitionists Stand Aloof from the Anti-Slavery Enterprise. n.c., n.p., n.d. [1840s].
- Natural History of Birds: Lectures on Ornithology. Philadelphia: J.A. Bancroft, 1868.
- The Position of Birds in the Animal Kingdom. 1869.
- "The Lyre Bird," American Naturalist, vol. 4, no. 6 (Aug. 1870), pp. 321–331.
- Symmetrical Figures in Birds' Feathers. Philadelphia: McCalla & Stavely, 1871.
- The Development of the Animal Kingdom: A Paper Read at the Fourth Meeting of the Association for the Advancement of Woman. Nantucket, MA: Hussey & Robinson, 1877.

### 未出版
- Chart of the Animal Kingdom.
- Chart of the Vegetable Kingdom.
- A Chart of the Class of Birds.
- A Chart of Geology, with Special Reference to Paleontology.
- Microscopic Studies of Frost Crystals.
- Plumage of Birds.
- Lower Forms of Animal and Vegetable Life.
- Studies in Forestry, Illustrated by Watercolor Paintings.
- Water Color Paintings of Wild Flowers.

## 來源
1. 1 2 3 4  "Graceanna Lewis," National Cyclopaedia of American Biography: Volume 9. New York: James T. White and Company, 1899; pp. 447-448.
2. 1 2 3 4 5 6 7 8  Barbara Morgan, "Graceanna Lewis," in Women in World History: A Biographical Encyclopedia: Volume 9: Laa to Lyud. Farmington Hills, MI: Gale Group, 1999. (Subscription required).
3. 1 2 3 4  Marilyn Ogilvie and Joy Harvey, "Graceanna Lewis," in Biographical Dictionary of Women in Science: Pioneering Lives from Ancient Times to the Mid-Twentieth Century: L-Z. Routledge, 2000.
4. ↑  . www.sierracollege.edu.   [2019-04-06]. （原始内容存档于2016-05-09）.
5. 1 2 3 4  . 科技大觀園.   [2019-04-06]. （原始内容存档于2019-08-21） （中文（臺灣））.
6. 1 2  Scott Weidensaul, Of a Feather: A Brief History of American Birding. Boston: Houghton Mifflin Harcourt, 2007; pg. 91.
7. 1 2 3  Daniel Patterson (ed.), Early American Nature Writers: A Biographical Encyclopedia. Westport, CT: Greenwood Press, 2007; pg. 256.
8. ↑  Caust-Ellenbogen, Celia. . Historical Society of Pennsylvania.   [2016-03-20]. （原始内容存档于2016-03-28）.
9. 1 2 3  John Howard Brown (ed.), "Graceanna Lewis," Lamb's Biographical Dictionary of the United States: Volume 5. Boston: Federal Book Company of Boston, 1903; pp. 52-53.
10. 1 2  "An Inventory of the Lewis-Fussell Family Papers, 1698–1978." （页面存档备份，存于） Swarthmore College Friends Historical Library, Swarthmore, Pennsylvania, collection RG 5/087.
11. ↑  . www.dvoc.org.   [2019-04-04]. （原始内容存档于2015-06-06）.